# 2012年艾米利亞地震
2012年艾米利亞地震為當地時間2012年5月20日4時3分（UTC 2時3分）發生於北義大利艾米利亚-罗马涅地區博洛尼亚北方36（22英里）的地震，矩震級為6.1，震央位於菲納萊艾米利亞及帕納羅河畔聖費利切之間，於地震發生後約1小時及11小時 發生了規模5.2的餘震。
主震發生九天之後，規模5.8的地震於同樣地區再次發生，並進一步造成15人死亡及損壞，尤其是5月20日已遭損壞的建築物，該次地震震央位於梅多拉附近，震源深度為10公里。

## 外部連結
- 维基共享资源上的相關多媒體資源：2012年艾米利亞地震